# 香港工業專業評審局
香港工業專業評審局於1999年成立，為一個非牟利組織，鑑於香港工業界的從業員未曾接受正式的專業訓練或擁有認可的專業資格，評審局成立目的是要協助工業界從業員獲取業內認可之專業資格及提升專業技術水平，從而促進香港工業專業化。評審局提供的專業資格包括：榮譽院士、院士、工商院士、工程院士及副院士。